# Rocco Fotia
Rocco Fotia (Genova, 20 marzo 1947 – Genova, 19 settembre 2022) è stato un calciatore italiano, di ruolo ala sinistra.

## Carriera
Ala sinistra brevilinea ma molto veloce e tecnica, cresce nelle giovanili della Sampdoria, con cui esordisce in Serie A a 18 anni il 27 settembre 1965 in occasione della sconfitta esterna contro il Milan, disputando complessivamente 9 incontri nella stagione che vede i blucerchiati retrocedere in Serie B per la prima volta nella loro storia.
Dopo due stagioni da rincalzo (nessuna presenza nel 1966-1967, tre presenze nel 1967-1968), nella stagione 1968-1969 viene ceduto in prestito all'Internapoli, con cui, insieme a compagni di squadra dal grande avvenire come Giorgio Chinaglia e Giuseppe Wilson sotto la guida di Luís Vinício sfiora la promozione in Serie B.
Rientrato a Genova disputa tre stagioni in massima serie, riuscendo ad imporsi da titolare solo nell'annata 1970-1971, con 27 presenze e 4 reti, mentre nella precedente e nelle successiva, anche a causa di persistenti problemi alla ginocchia, scende in campo più saltuariamente. La rete più significativa fu quella segnata nel corso della 18ª giornata il 14 febbraio 1971 nella partita casalinga (terminata poi con il punteggio di 1-1) contro il Milan che in quel momento era in testa al campionato. Al minuto 14 del 1º tempo Fotia portò temporaneamente in vantaggio la Sampdoria con un colpo di testa ravvicinato anticipando in agilità sia il portiere Cudicini che il difensore Anquiletti, entrambi di statura molto superiore alla sua.
Viene quindi ceduto al Mantova in Serie B ma i problemi fisici ne limitano l'utilizzo (13 presenze e una rete) coi lombardi che rimediano la loro seconda retrocessione consecutiva.
Torna quindi in Serie A col Napoli dove però scende in campo in una sola occasione, subentrando a partita in corso a Cané in occasione del successo interno contro il Cagliari. Nell'estate 1974 rientra quindi alla Sampdoria con cui disputa i suoi ultimi 8 incontri in massima serie, per poi abbandonare il calcio ad alto livello.
In carriera ha totalizzato complessivamente 77 presenze e 6 reti in Serie A e 13 presenze ed una rete in Serie B.
Cessata l'attività agonistica, è stato a lungo allenatore delle formazioni giovanili della Sampdoria. Nel 2010 ha iniziato una lunga esperienza da istruttore di calcio presso la Scuola Calcio Edoardo Garrone "Club ERG A.S.D.".